# Ökölvívás az 1995-ös pánamerikai játékokon
Ökölvívás az 1995. évi pánamerikai játékokon
- Helyszín: Mar del Plata, Argentína.
- Időpont: 1995.  március 11–26.
- 12 versenyszámban avattak bajnokot.
- A küzdelmek egyenes kieséses rendszerben zajlottak, és mindkét elődöntő vesztese bronzérmet kapott.

## Érmesek
| 1995-ös pánamerikai játékok ökölvívó érmesei |                                            |                                            |                                                                          |
| Versenyszám                                  | Arany                                      | Ezüst                                      | Bronz                                                                    |
| Szupernehézsúly                              | Leonardo Martínez Fiz (Kuba)               | Jean-François Bergeron (Kanada)            | Lance Whitaker (Amerikai Egyesült Államok) Romulo Cuarez (Venezuela)     |
| Nehézsúly                                    | Félix Savón (Kuba)                         | Lamon Brewster (Amerikai Egyesült Államok) | Moises Rolón (Puerto Rico) Santiago Palavecino Argentína                 |
| Félnehézsúly                                 | Antonio Tarver (Amerikai Egyesült Államok) | Thompson García (Ecuador)                  | Edgardo Santos (Puerto Rico) Gabriel Hernández (Dominikai Köztársaság)   |
| Középsúly                                    | Ariel Hernández (Kuba)                     | Ricardo Araneda (Chile)                    | Jhon Arroyo (Kolumbia) Ronald Simms (Amerikai Egyesült Államok)          |
| Nagyváltósúly                                | Alfredo Duvergel (Kuba)                    | Derbys Alvarez (Venezuela)                 | Kirt Sinnette (Trinidad és Tobago) Jason Smith (Kanada)                  |
| Váltósúly                                    | David Reid (Amerikai Egyesült Államok)     | Daniel Santos (Puerto Rico)                | Hercules Kyvelos (Kanada) Tomás Leyva (Guatemala)                        |
| Kisváltósúly                                 | Walter Crucce (Argentína)                  | Luis Deines Perez (Puerto Rico)            | Héctor Vinent (Kuba) Fernando Vargas (Amerikai Egyesült Államok)         |
| Könnyűsúly                                   | Julio Gonzáles (Kuba)                      | Acelino Freitas (Brazília)                 | Francisco Osorio (Kolumbia) Michael Strange (Kanada)                     |
| Pehelysúly                                   | Arnaldo Mesa (Kuba)                        | Alex Trujillo (Puerto Rico)                | Luis Ernesto José (Dominikai Köztársaság) Cristian Rodríguez (Argentína) |
| Harmatsúly                                   | Juan Despaigne (Kuba)                      | José Miguel Cotto (Puerto Rico)            | John Nolasco (Dominikai Köztársaság) Claude Lambert (Kanada)             |
| Légsúly                                      | Joan Guzman (Dominikai Köztársaság)        | Raúl Gonzáles (Kuba)                       | José Luis Lopez (Venezuela) José Juan Cotto (Puerto Rico)                |
| Kislégsúly                                   | Edgar Velásquez (Venezuela)                | Juan Ramirez (Kuba)                        | Oscar Baca (Honduras) Albert Guardado (Amerikai Egyesült Államok)        |